# Katrinebergs kapell
Katrinebergs kapell är en kyrka i Bollnäs församling i Uppsala stift.  Kyrkan är belägen i Bollnäs kommun i Gävleborgs län, nära gränsen till Ockelbo kommun. Kapellet är det äldsta av kapellen inom Bollnäs församling. Från 1867 till 1922 fanns en särskild kapellförsamling, Katrinebergs kapellförsamling, inom Bollnäs pastorat.
Ett äldre kapell byggdes ungefär 1783 sedan Katrinebergs bruk anlagts 1776. Kapellet låg då i Hanebo socken, men överfördes 1848 till Bollnäs socken. Det nuvarande kapellet byggdes i närheten av det gamla och invigdes 1892.

## Orgel
- 1850 eller 1855 byggde Nils Jansson, Hå, Hällbo en orgel.
- Den nuvarande orgeln byggdes 1892 av Lars Östlin, Nordanåsbo, Ockelbo. Orgeln är mekanisk med slejflådor. Registren är delade mellan e0/f0.

| Manual            | Pedal   |
| Gedackt 16' B/D   | Bihängd |
| Principal 8' D    |         |
| Vox retusa 8' B/D |         |
| Oktava 4' B/D     |         |
| Fleut 4' B/D      |         |